# Nadia Hățăgan
Nadia Corina Hățăgan (olykor Hategan, házassága után Neckel) (Medgyes, 1979. augusztus 13. –) kétszeres világ-, Európa- és kétszeres junior Európa-bajnok román szertornász, edző.

## Életpályája
Édesapja Nicolae Hățăgan.
Szülei 1985-ben vitték el dévai Tornagimnáziumban zajló válogatásra, ahol a kétszáz jelölt közül hetedikként jutott be a rangos tornaiskolába és vált a CSS „Cetate” Deva sportklub tagjává, ahol Mariana Bitang volt az edzője.
A válogatottban Octavian Bellu, Mariana Bitang, Nicolae Forminte és Toma Ponoran edzették.
Középiskolai tanulmányait a dévai Tornagimnáziumban folytatta.

### Juniorként
1990-ben a Boszporusz Kupán egyéni összetettben negyedik helyen végzett.
Az 1991-es Kína Kupán ötödik volt egyéni összetettben.
Az 1992-es Junior Európa-bajnokságon Arezzóban a csapattal (Simona Amânar, Ana Maria Bican, Andreea Cacovean, Simona Mocanu és Claudia Rusan) nyert aranyérmet. 
A következőn 1993-ban Genfben Élodie Lussac-kal és Andreea Cacoveannal megosztva felemás korláton nyerte el a bajnoki címet, továbbá negyedik volt egyéni összetettben.
Az 1993-as Junior Nemzetközi Bajnokságon egyéni összetettben, ugrásban, felemás korláton és gerendán első, talajon pedig negyedik helyezést ért el.

### Felnőttként

#### Nemzetközi eredmények
Az 1993-as Nikon Internationalon és az 1994-es Birmingham Classicon is harmadik helyet ért el egyéni összetettben.
Szintén 1994-ben Amerikai Egyesült Államok-Románia kétoldalú találkozón tizenegyedik, az 1995-ös Németország-Románián Simona Amânarral és Andreea Cacoveannal megosztva harmadik helyezett volt egyéni összetettben.

##### Európa-bajnokság
Európa-bajnokságon egy alkalommal szerepelt, egy aranyérmet szerezve.
Ez 1994-ben Stockholmban történt, ahol a csapattal (Simona Amânar, Gina Gogean és Lavinia Miloșovici) szerezte meg a bajnoki címet.

##### Világbajnokság
Karrierje során kétszer vett részt világbajnokságon, két aranyérmet szerezve.
Először 1994-ben Dortmundban, ahol a bajnoki címet a csapattal (Lavinia Miloșovici, Gina Gogean, Ionela Loaieș, Daniela Mărănducă, Simona Amânar, Claudia Presăcan) szerezte meg. Ugyanazon évben az egyéniben szervezett világbajnokságon Brisbane-ben gerendán negyedik, felemás korláton hetedik és egyéni összetettben nyolcadik helyezett volt.
Másodszor 1995-ben Szabaeben ugyancsak a csapattal (Lavinia Miloșovici, Gina Gogean, Simona Amânar, Claudia Presăcan, Alexandra Marinescu és Andreea Cacovean) volt aranyérmes, ám itt egy ínszalag sérülés miatt csupán a felemás korláton végrehajtott gyakorlatával járult hozzá az eredményhez.

### Visszavonulása után
Több sérülést követően 1995-ben vonult vissza, anélkül, hogy sikerült volna olimpiai játékokon részt vennie.
Később azonban Románián kívül visszatért még a tornához, ugyanis az olaszországi Alma Juventus Fano klubhoz szerződött és az olasz bajnokságon a csapatával ezüstérmet szerzett.
Rész vett továbbá a Nadia Comăneci nevével fémjelzett Bart and Nadia's Post-Olympic Touron, ahol többek közt Szvetlana Boginszkaja és Vitaly Scherbo társaságában tornázott.
Romániába visszatérve egyetemi tanulmányait a Temesvári Nyugati Tudományegyetem Sport és testnevelés tanszékén folytatta.
Ezután Németországban telepedett le, ahol jelenleg is (2017) él férjével. 2014-ben Niederriedenben egy gyerekcsoport tornaedzője volt, valamint Memmingenben Kangoo Jump-instruktorként jelenleg (2017) is tevékenykedik.

## Díjak, kitüntetések
A Román Torna Szövetség 1990 és 1995 között minden évben beválasztotta az év tíz legjobb női sportolója közé.
1994-ben Kiváló Sportolói címmel tüntették ki.
Szülővárosa, Medgyes 1995-ben díszpolgárává avatta.
2000-ben az Érdemért Érdemérem III. osztályával tüntették ki.